# الخر (شبوة)
الخر هي إحدى قرى الجمهورية اليمنية. وهي تتبع جغرافيًا لمحافظة شبوة. وإداريًا لمديرية دهر. يبلغ تعداد سكانها 1482 نسمة حسب الإحصاء الذي جرى عام 2004.